# Vòng tuần hoàn triều đại
Vòng tuần hoàn triều đại (phồn thể: 朝代循環; giản thể: 朝代循环; bính âm: Cháodài Xúnhuán) là một học thuyết chính trị quan trọng trong lịch sử Trung Quốc. Theo học thuyết này, mỗi triều đại Trung Quốc khi đạt đến đỉnh cao về chính trị, văn hóa và kinh tế, thì sẽ đến giai đoạn mà đạo đức băng hoại, dần suy tàn, để mất Thiên mệnh, sụp đổ, và rồi được thay thế bằng một triều đại mới. Vòng tuần hoàn này sẽ tiếp tục trở lại dưới một hình thức bề mặt dạng mô típ lặp đi lặp lại.
Vòng tuần hoàn triều đại cho thấy tính liên tục trong lịch sử Trung Quốc, xuyên suốt từ thời sơ khai đến nay, khi xem xét tới sự kế thừa của các đế quốc hay triều đại mà ở đó có rất ít sự phát triển hoặc thay đổi cơ bản trong cấu trúc xã hội hoặc kinh tế. John K. Fairbank bày tỏ sự nghi ngờ của nhiều nhà sử học khác khi ông viết rằng "khái niệm về vòng tuần hoàn triều đại... đã trở thành trở ngại chính đối với hoạt động tìm hiểu về các động lực cơ bản trong lịch sử Trung Quốc."

## Vòng tuần hoàn
Vòng tuần hoàn sẽ bắt đầu và kết thúc như sau:
1. Một nhà cai trị mới thành lập một triều đại mới, và nắm giữ Thiên mệnh.[5]
2. Đất nước Trung Quốc dưới triều đại mới vươn tới sự thịnh vượng.
3. Dân số ngày một gia tăng.
4. Nạn tham nhũng lan tràn trong triều đình. Đế quốc bắt đầu suy thoái và lâm vào bất ổn.
5. Một thảm họa tự nhiên hủy hoại đất nông nghiệp. Một mình thảm họa tự nhiên thông thường thì chưa phải vấn đề lớn. Tuy nhiên, khi kết hợp với nạn tham nhũng và tình trạng quá tải dân số, nó sẽ gây ra nạn đói.
6. Nạn đói khiến dân chúng nổi dậy và một cuộc nội chiến bùng nổ.
7. Nhà cai trị đánh mất Thiên mệnh.
8. Dân số giảm vì tình trạng bạo lực.[6]
9. Trung Quốc bước vào thời kỳ chiến quốc loạn lạc.
10. Một tiểu quốc nổi lên và giành chiến thắng chung cuộc.
11. Nhà nước mới bắt đầu xây dựng một đế quốc mới.
12. Đế quốc xem như có được Thiên mệnh.

(Vòng tuần hoàn tự lặp lại)
Thiên mệnh là quan niệm về việc vị vua được Trời sủng ái để cai trị Trung Quốc. Lời giải thích Thiên mệnh được nhà triết học Trung Quốc Mạnh Tử ủng hộ nhiệt liệt vào thời Chiến Quốc.
Nó có 3 giai đoạn chính:
1. Đầu tiên là thời kỳ đầu của triều đại.
2. Thứ hai là thời kỳ giữa cũng là thời kỳ đỉnh cao của triều đại.
3. Cuối cùng là thời kỳ suy tàn cả về chính trị và kinh tế của triều đại cho đến khi nó sụp đổ.

## Ý nghĩa
Lịch sử Trung Quốc theo truyền thống được thể hiện dưới dạng các vòng tuần hoàn triều đại. Trải qua lịch sử lâu dài, người dân Trung Quốc đã được cai trị không phải bởi chỉ một triều đại duy nhất, mà bởi sự kế thừa của nhiều triều đại khác nhau. Triều đại chính thống đầu tiên của Trung Quốc được mô tả trong các ghi chép lịch sử cổ đại như Sử ký Tư Mã Thiên và Trúc thư kỷ niên là nhà Hạ được kế tục bởi nhà Thương. Trên thực tế, sự tồn tại của nhà Hạ vẫn chưa được chứng minh về mặt khảo cổ học.
Trong số các triều đại Trung Quốc, nhà Hán và nhà Đường thường được coi là hai triều đại đặc biệt hùng cường, mặc dù các triều đại khác cũng nổi tiếng về các thành tựu văn hóa hay thành tựu khác. Chẳng hạn, nhà Tống gắn liền với nền kinh tế phát triển vũ bão. Trung Quốc vào thời nhà Hán và nhà Đường hay các triều đại ổn định lâu dài khác đều phải trải qua thời kỳ rối ren và phân liệt thành các chế độ nhỏ.
Giữa tình trạng hỗn loạn, một nhà lãnh đạo kiệt xuất rốt cuộc cũng xuất hiện, người thống nhất đất nước và áp đặt quyền lực trung ương mạnh mẽ. Ví dụ, các triều đại hậu Hán đã chia nhau cai trị Trung Quốc cho đến khi Tùy Văn Đế thống nhất nước này dưới triều đại nhà Tùy. Nhà Tùy đặt nền tảng cho sự thịnh vượng lâu dài của nhà Đường. Sau khi nhà Đường sụp đổ, Trung Quốc lại trải qua một thời kỳ chính trị biến động.
Có một câu nói nổi tiếng của người Trung Quốc được nhắc tới trong cuốn tiểu thuyết thế kỷ 16 Tam quốc diễn nghĩa: "Thiên hạ đại sự, chia lâu rồi tất hợp, hợp lâu rồi tất chia". Mỗi nhà cai trị đều cần Thiên mệnh để hợp pháp hóa quyền cai trị của họ.
Mặc dù học thuyết thời đại hóa triều đại nổi tiếng của Trung Quốc này ít nhiều dựa trên tư tưởng Trung Quốc trung tâm truyền thống, nó cũng áp dụng cho những nhà cai trị phi bản địa tìm cách nắm lấy Thiên mệnh. Trong khi hầu hết các triều đại cai trị trong lịch sử Trung Quốc đều do người Hán thành lập, thì cũng có những triều đại do các dân tộc phi Hán thành lập bên ngoài biên giới lãnh thổ truyền thống của Trung Quốc do người Hán thống trị. Chúng bao gồm nhà Nguyên do người Mông Cổ thành lập và nhà Thanh do người Mãn thành lập. Các nhà cai trị người Mông Cổ và Mãn Châu đã chinh phục thành công Trung Quốc bản thổ và nhận danh hiệu Hoàng đế Trung Quốc.
Một vấn đề hấp dẫn – mặc dù nói chung không được thảo luận công khai ở chính Trung Quốc – là liệu vòng tuần hoàn triều đại chỉ đúng cho lịch sử quá khứ của Trung Quốc, hay nếu sự cai trị hiện tại của Đảng Cộng sản Trung Quốc cũng có thể được xem như nhưng một "triều đại" thì nó vẫn phải tuân theo cùng một vòng tuần hoàn.

## Liên kết ngoại
- Các chu kỳ thế tục và các xu hướng thiên niên kỷ